# (26146) 1994 PF27
A (26146) 1994 PF27 a Naprendszer kisbolygóövében található aszteroida. Eric Walter Elst fedezte fel 1994. augusztus 12-én.